# Hylesia coadjutor
Hylesia coadjutor är en fjärilsart som beskrevs av Dyar 1907. Hylesia coadjutor ingår i släktet Hylesia och familjen påfågelsspinnare. Inga underarter finns listade i Catalogue of Life.